# Idyllen aus Messina
Idyllen aus Messina is een dichtbundel met acht lyrische gedichten geschreven door Friedrich Nietzsche. De dichtbundel werd in 1882 uitgegeven bij uitgever Ernst Schmeitzner in Pruisen als een artikel in  het tijdschrift Internationale Monatsschrift; Zeitschrift für allgemeine und nationale Kultur und deren Literatur. 
De acht gedichten zijn getiteld:
1. Prinz Vogelfrei
2. Die kleine Brigg, genannt „das Engelchen“
3. Lied des Ziegenhirten
4. Die kleine Hexe
5. Das nächtliche Geheimnis
6. Pia caritatevole, amorosissima
7. Vogel Albatross
8. Vogel-Urtheil

## Tijdskader
Zoals de titel aangeeft zou Nietzsche de dichtbundel geschreven hebben in Messina, een havenstad op Sicilië destijds in het koninkrijk Italië. Nietzsche verbleef in Messina drie weken van 1 april 1882 tot 24 april 1882. Nazicht van Nietzsche’s correspondentie gaf aan dat hij er reeds aan werkte voor zijn aankomst op Sicilië. Nietzsche verbleef immers langere tijd in de stad Genua: zes maanden, namelijk van begin oktober 1881 tot einde maart 1882. In een brief uit Genua sprak hij al over ‘Die kleine Brigg, genannt das Engelchen’. Hij werkte alle gedichten af in Messina.
In mei 1882 reisde Nietzsche via Zwitserland terug naar Naumburg. Enkele dagen nadat hij het manuscript van zijn boek Die fröhliche Wissenschaft (1e druk, 1882) had opgestuurd naar zijn uitgever Ernst Schmeitzner in Chemnitz, stuurde hij de dichtbundel op (1e druk, 1882). Met Schmeitzner kwam hij in die tijd overeen; later braken de mannen hun samenwerking op en Nietzsche deed Schmeitnzer een proces aan. Schmeitzner was bekend als een antisemiet die de Antisemitenpetition (1880/1881) ondertekende.
Een herwerkte uitgave met zes gedichten werd een aanhangsel bij de 2e uitgave van Die fröhliche Wissenschaft die in het jaar 1887 uitkwam. 
Zijn zus Elisabeth Förster-Nietzsche benadrukte achteraf in een brief (1913) dat de gedichten tot stand kwamen ‘unter dem glücklichen sicilianischen Himmel entstanden’ of ‘ontstaan onder de gelukkige Siciliaanse hemel’.

## Betekenis
Reeds als tiener waagde Nietzsche zich aan poëzie. In Genua en Messina schreef hij gedichten neer die literatuurcritici moeilijk kunnen plaatsen. Ze worden aanzien als een intermezzo tussen zijn grote werken enerzijds Morgenröte – Gedanken über die moralischen Vorurteile (1881) en Die fröhliche Wissenschaft (1882) en anderzijds Also sprach Zarathustra (1883-1885). Inhoudelijk zijn de gedichten lyrisch, wat maakt dat Nietzsche zich toonde als ‘filosoof-kunstenaar’.